# Pelodytidae
Pelodytidae (Bonaparte, 1850) è una famiglia di anfibi dell'ordine degli Anuri, presenti nel Sud-Ovest dell'Europa e nel Caucaso.

## Tassonomia
La famiglia comprende 5 specie viventi raggruppate in un solo genere:
- Pelodytes Bonaparte, 1938
  - Pelodytes atlanticus Díaz-Rodríguez, Gehara, Márquez, Vences, Gonçalves, Sequeira, Martínez-Solano, and Tejedo , 2017
  - Pelodytes caucasicus Boulenger, 1896
  - Pelodytes hespericus Díaz-Rodríguez, Gehara, Márquez, Vences, Gonçalves, Sequeira, Martínez-Solano, and Tejedo  , 2017
  - Pelodytes ibericus Sánchez-Herraíz, Barbadillo-Escrivá, Machordom, and Sanchíz, 2000
  - Pelodytes punctatus (Daudin, 1802)

Viene attribuita alla famiglia anche una specie fossile ormai estinta:

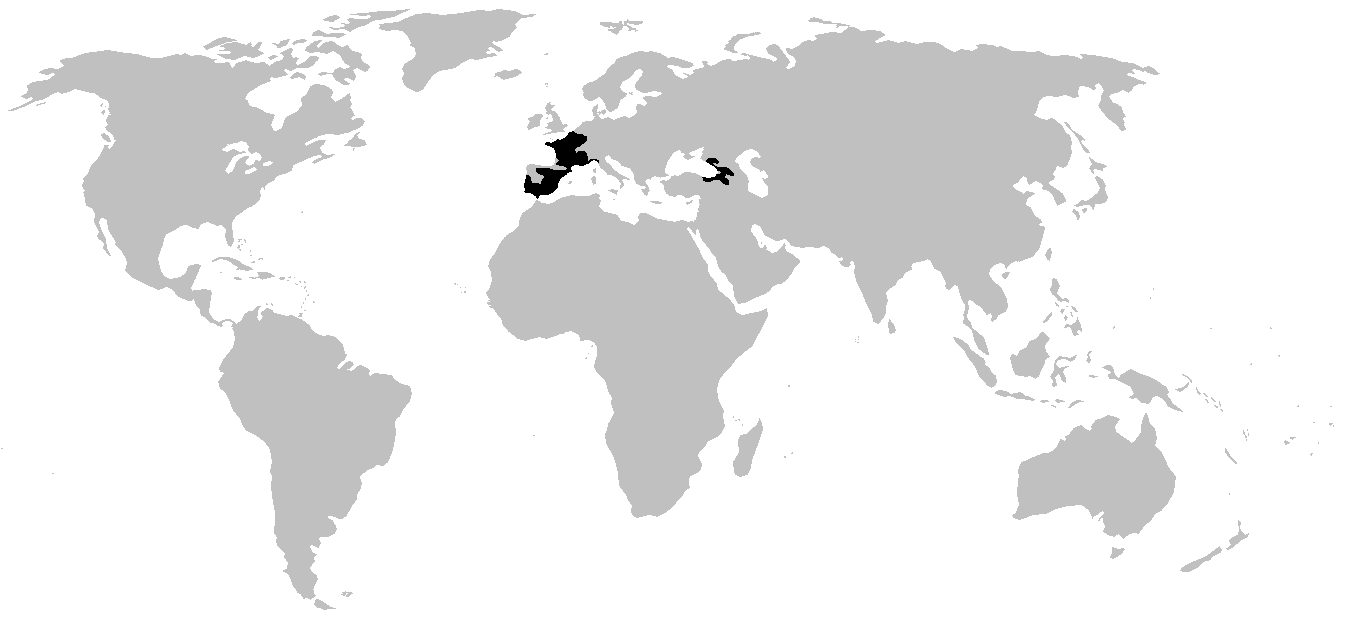
Areale

- †Miopelodytes Taylor, 1941 (1 sp.)
  - †Miopelodytes gilmorei Taylor, 1941